# Georg Reichelt
Georg Reichelt (* 10. November 1919 in Breslau; † 21. Februar 2014 in Bremen) war ein deutscher Berufsoffizier und Politiker (SPD). Er war Mitglied der Bremischen Bürgerschaft.

## Biografie

### Ausbildung und Beruf
Reichelt war einer der ersten Berufsoffiziere der Bundeswehr. Er nahm zuletzt den Rang eines Oberstleutnants ein. 1962 wurde er nach Bremen versetzt. Er war von 1973 bis 1984 Geschäftsführer der Brepark GmbH in Bremen.

### Politik
Reichelt war seit 1946 Mitglied der SPD. In der Bremer SPD war er im Ortsverein Hastedt aktiv. Er war von 1967 bis 1979 für die SPD 12 Jahre lang Mitglied der Bremischen Bürgerschaft und in verschiedenen Deputationen und Ausschüssen der Bürgerschaft tätig. Seine Schwerpunkte waren die Deputationen für Inneres, für Sport und Finanzen. So war er maßgeblich als Sprecher der Sportdeputation beteiligt bei der Erarbeitung des ersten Gesetzes zur Förderung des Sports in Bremen. Er setzte sich im Landessportbund Bremen (LSB) für den Breitensport ein.